# Parahemiurus sardiniae
Parahemiurus sardiniae är en plattmaskart. Parahemiurus sardiniae ingår i släktet Parahemiurus och familjen Hemiuridae. Inga underarter finns listade i Catalogue of Life.